# عبده سلام
الدكتور عبده محمود سلام (1916 ـ 1990) وزير الصحة المصري في أواخر عصر الرئيس جمال عبد الناصر وبدايات عصر الرئيس أنور السادات (1969 ـ 1971) والرئيس السابق لجمعية جراحة العظام المصرية (1982 ـ 1983).
تخرج الدكتور عبده سلام في كلية طب قصر العيني سنة 1939، وتدرج في الوظائف من طبيب امتياز بمستشفى قصر العيني إلى طبيب مقيم (نائب) بمستشفى الهلال الأحمر بالقاهرة، ثم صار رئيساً للمستشفى العسكري بالإسكندرية فمديراً للمصح البحري لدرن العظام بالإسكندرية (1945 ـ 1954).
وفي هذه الفترة حصل عبده سلام على ماجستير جراحة العظام (MS) من ليفربول سنة 1950.

## اهتمامه بصناعة الدواء
اهتم الدكتور عبده سلام بصناعة الدواء، وشغل منصب رئيس مجلس إدارة شركة «سيد» للأدوية (CID) ثم رأس مجلس إدراة المؤسسة العامة للأدوية والكيماويات.

## اشتغاله بالمناصب العامة
انتخب الدكتور عبده سلام عضواً بمجلس الأمة سنة 1957، ثم عينه الرئيس جمال عبد الناصر وزيراً للصحة في 23 فبراير 1969، واستمر في هذا المنصب في عهد سلفه أنور السادات حتى أواخر 1971، ثم صار رئيسًا للهيئة العامة للتأمين الصحي في الفترة من 11 فبراير 1972 إلى 12 نوفمبر 1974، كما شغل عدة مناصب في تنظيم الأسرة وأكاديمية البحث العلمي والمجالس القومية المتخصصة.
وأول رئيس للجمعية المصرية لطب المسنين.

## دوره في جمعية جراحة العظام
لم تشغل المناصب العامة الدكتور عبده سلام عن تخصصه الأصلي، فكان دائم الحضور لاجتماعات جمعية جراحة العظام المصرية ومؤتمراتها، وقد رأس جمعية جراحة العظام المصرية عامي 1982 و1983، وكان دائم الدعم للجمعية ومجلتها العلمية من خلال الشركات التي كان يرأس مجالس إدراتها.

## التكريمات
حصل الدكتور عبده سلام على كل من:
- وسام الجمهورية من الطبقة الأولى (1955)
- وسام العلوم والفنون من الطبقة الأولى (1979)
- جائزة الدولة التقديرية في العلوم الطبية (1983).

## وفاته
توفي الدكتور عبده سلام سنة 1990.